# Kenji Suda
Kenji Suda (jap. 須田 健仁), född 26 februari 1966 i Otaru på ön Hokkaidō, är en japansk tidigare backhoppare. Han representerade Tōkyō Bisō Kōgyō.

## Karriär
Kenji Suda debuterade internationellt i världscupen i deltävlingen på hemmaplan i normalbacken Miyanomori i Sapporo 15 december 1990. Han slutade på en 45:e plats. I stora Ōkurayama-backen dagen efter blev han nummer 18. Året efter kom han på nionde plats i samma backen. Suda placerade sig en gång på prispallen i en individuell världscuptävling. Han blev tvåa i normalbacken i Paradiskullen i Örnsköldsvik i Sverige 9 mars 1994. Han var 1,0 poäng bak Roberto Cecon från Italien. Kenji Suda har två andraplatser i världscupdeltävlingar i laghopp. Han blev tvåa med japanska laget i stora Salpausselkä-backen i Lahtis i Finland 5 mars 1994 och i Planica i Slovenien 9 december 1995. Säsongen 1995/1996 var Sudas bästa i världscupen. Då blev han nummer 24 sammanlagt. Han blev nummer 26 totalt i tysk-österrikiska backhopparveckan säsongen 1995/1996. Suda blev nummer 10 sammanlagt i Sommar-Grand-Prix 1995.
Under olympiska spelen 1992 i Albertville (Courchevel) i Frankrike tävlade Kenji Suda i samtliga grenar. Han blev nummer 39 i normalbacken och nummer 17 i stora backen. I lagtävlingen blev japanska laget (Jiro Kamiharako, Masahiko Harada, Noriaki Kasai och Kenji Suda) nummer fyra, 49,1 poäng från bronsmedaljen. Suda deltog i skidflygnings-VM 1992 i Čerťák i Harrachov i dåvarande Tjeckoslovakien. Där slutade han på en 21:a plats. 
Kenji Suda deltog i två Skid-VM. Under VM 1993 i Falun i Sverige, deltog Suda i lagtävlingen. Japanska laget (Kenji Suda, Takanobu Okabe, Noriaki Kasai och Masahiko Harada) blev nummer fem, 29,4 poäng från prispallen. I Skid-VM 1997 i Trondheim i Norge startade Suda i normalbacken i Granåsen och blev nummer 40.
Suda kvalificerade sig till olympiska spelen 1994 i Lillehammer i Norge och 1998 på hemmaplan i Nagano, men kom inte med i tävlingarna. Suda deltog i sin sista världscupdeltävling hemma i Sapporo 5 februari 1998. Han tävlade i kontinentalcupen i sin sista tävlingsäsong. Kenji Suda avslutade backhoppskarriären 1999.